# Казак-Кочердыкский сельсовет
Казак-Кочердыкский сельсовет — упразднённые административно-территориальная единица и муниципальное образование со статусом сельского поселения в составе Целинного района Курганской области.
Административный центр — село Казак-Кочердык.
Законом Курганской области от 29.06.2021 № 73 к 9 июля 2021 года сельсовет упразднён в связи с преобразованием муниципального района в муниципальный округ.

## История
Создание крепостей, редутов и форпостов Нижне - Уйской линии привели к стабилизации обстановки в этом регионе, а  возведение  Кочердыкской слободы явилось окончательным этапом заселения русскими крестьянами междуречья Исеть - Уй. 
       Ю. М. Тарасов называет дату основания Кочердыкской слободы 1782 год (6), но документы ЦГИА РБ говорят о том, что заселение данной слободы происходило намного позднее, - в первой половине 1790-х годов. 
       30 сентября 1795 года государственный крестьянин, старшина Поликарп Иванович Миронов дает сказку о переселившихся "во оную, Челябинской округи из разных слобод и селениев".  По указу Челябинского нижнего земского суда от 24 октября 1794 года за № 1898,  во вновь заводимую слободу с семьями переселяются государственные крестьяне Челябинского уезда». На основании данной ревизской сказки 1795 года, указаны фамилии, и из каких мест прибыли  первые поселенцы Кочердыкской слободы (села),  а так же  деревень  Половинна и Заманилова.
Оренбургская губерния, Челябинского уезда, Усть – Уйский станичный юрт: Ст. Усть – Уйская,  Село Кочердыкское создается при озере Пещанном, в 120 верстах от уездного города Челябинска. Первыми жителями слободы (села) явились переселенцы  Карачельского форпоста: Григорей Романов сын Киселев, Ефим Алексеев сын Усольцов, Давыд Иванов сын Серебренников, Филип Иванов сын Щербаков, Семен Афанасьев сын Ковалев, Клементей Матвеев сын Захаров, Григорий Иванов сын Куликов. А так же жители деревень относящихся к данному форпосту: д. Березового Мыса - Алексей Васильев сын Арчугов,  д.  Карандышевой - Никифор Прокопьев сын Рябков, д.  Петуховой - Федот Клементьев сын  Вард(ж)угин ,  д. Каменной - Прохор Иванов сын Дюрягин. Таловской слободы из д. Гагаринской - Степан Михайлов сын Кропалев. Из д. Сухановой: Петр Яковлев сын Галечинин, Поликарп Иванов сын Суханов, Иван Семенов сын Смирных. Окуневской  слободы  из д. Клоповой - Филипп Евсевьев сын Сапожников. Из Троицкого уезда   Нижноувелской слободы: Аврам Петров сын Плеханов, Фотей Федосьев сын Логиновских, Федор Леонтьев сын Бабин, Абросим Максимов сын Кривцов.  Верхноувельской слободы - Андрей Прокопьев сын Красилов.
             К  концу сентября 1795 года в самой слободе (селе) было всего 20 дворов, а численность ее жителей составляла 147 чел.  (75 душ мужского пола и  72 женского пола).
Ревизская сказка 1816 года: "всего в сей ревизской сказке заключается наличных душ (:) мужеска 371 (,) и женска 389 душ" 
в 1897 году Бывший казачий хутор Кочердыкский станицы Звериноголовской Оренбургского казачьего войска. 
Кочердыкская станица в 1919 году Кочердыкским станичным ревкомом описывается как: "Кочердыцкая станица никаких посторонних деревень не имеет. Жителей в Кочердыцкой станице Мужского пола  850 человек, Женского пола 950 человек. В том числе и мобилизованные обеими сторонами. Национальность в Кочердыцкой станице исключительно русский. Школа: мужская и женская. Больницы нет. Библиотеки нет."

В соответствии с Законом Курганской области от 6 июля 2004 года № 419 сельсовет наделён статусом сельского поселения.

## Население
| 1989 | 2002  | 2004 | 2010 | 2012 | 2013 | 2014 |
| ---- | ----- | ---- | ---- | ---- | ---- | ---- |
| 1239 | ↘1018 | ↘920 | ↘750 | ↘736 | ↘710 | ↘694 |
| 2015 | 2016  | 2017 | 2018 | 2019 | 2020 |      |
| ↘675 | ↘666  | ↘647 | ↘643 | ↘628 | ↘609 |      |

## Состав сельского поселения
| № | Населённый пункт | Тип населённого пункта       | Население |
| - | ---------------- | ---------------------------- | --------- |
| 1 | Казак-Кочердык   | село, административный центр | ↘646      |
| 2 | Приозерная       | деревня                      | ↘104      |